# Bulnes (Córdova)
Bulnes é um município da província de Córdova, na Argentina.